# Царевич Проша
«Царевич Проша» — советский цветной фильм-сказка, поставленный на киностудии «Ленфильм» в 1974 году режиссёром Надеждой Кошеверовой.

## Сюжет
Жил-был царь. У царя был сын — очень честный царевич Проша. За то, что сын отказался рассказывать свой сон, царь отдал его диким зверям. Спас Прошу соседний король, у которого была дочь — прекрасная Принцесса. Злобный герцог Дердидас украл Принцессу, и отправился царевич на её поиски. По дороге повстречался ему плут Лутоня, который вызвался помочь царевичу…

## В ролях
| Актёр                        | Роль                                  |
| ---------------------------- | ------------------------------------- |
| Сергей Мартынов              | царевич Проша                         |
| Валерий Золотухин            | плут Лутоня, друг и помощник Проши    |
| Татьяна Шестакова            | принцесса, возлюбленная Проши         |
| Евгений Тиличеев             | герцог Дердидас                       |
| Валерий Носик                | дедушка Ох                            |
| Александр Бениаминов         | волшебник Себастьян Мария Юлиус Мопс  |
| Татьяна Пельтцер             | Берта, служанка волшебника Мопса      |
| Сергей Филиппов              | атаман разбойников                    |
| Анатолий Абрамов             | старший разбойник                     |
| Георгий Вицин                | король Каторз Девятый, отец Принцессы |
| Константин Адашевский        | водяной палач / рассказчик            |
| Гликерия Богданова-Чеснокова | базарная торговка                     |
| Людмила Волынская            | гувернантка Принцессы                 |
| Светлана Карпинская          | базарная торговка                     |
| Всеволод Кузнецов            | отец Проши, вдовый царь Ермолай       |
| Сергей Киселёв               | начальник стражи герцога Дердидаса    |
| Анатолий Королькевич         | палач                                 |
| Наталья Крачковская          | придворная дама Лушенька              |
| Лев Лемке                    | наёмный убийца                        |
| Борис Лёскин                 | стражник                              |
| Оскар Линд                   | подручный водяного палача             |
| Виктор Перевалов             | подручный водяного палача             |
| Анна Сергеева                | жена Оха Ах                           |
| Александр Соколов            | Главный советник                      |
| Павел Суханов                | Главный командующий                   |

## Съёмочная группа
- Сценарий — Михаила Вольпина
- Постановка — Надежды Кошеверовой
- Главные операторы — Владимир Васильев, Эдуард Розовский
- Главный художник — Марина Азизян
- Композитор — Моисей Вайнберг
- Монтажёр — Валентина Миронова
- Текст песен — Михаила Вольпина
- Балетмейстер — Святослав Кузнецов
- Фехтование — Кирилла Чернозёмова